# Iglesia de San Esteban Protomártir (Castrillo de la Reina)
La iglesia de San Esteban Protomártir es una iglesia parroquial católica de finales del siglo XV y finales del XVI de estilo gótico tardío y renacentista situada en la localidad burgalesa de Castrillo de la Reina (España). Está dedicada al protomártir San Esteban, patrón del municipio.
se trata de un templo con tres naves con bóveda de crucería y cabecera rectangular. la portada es de finales del siglo XV y cuenta con un pórtico con arco conopial y arquivoltas con decoración vegetal. Su decoración podría haberse inspirado en el trabajo del maestro Simón de Colonia. La torre campanario es de tres cuerpos.
En el interior cuenta con un retablo mayor de madera policromada de 1755 y de estilo rococó, dedicado a San Esteban. Cuenta con dos cuerpos, tres calles y un frontón partido, con imágenes del siglo XVI de San Pedro y San Pablo, una imagen de San Esteban en el nicho central, y escenas de la vida del santo y de Jesús. Anteriormente el retablo mayor era de estilo clasicista, empezado en 1641 y dorado en 1644. Otro retablo de 1693 está dedicado a Nuestra Señora del Rosario, dorado en 1700, y rematado con una imagen de San Miguel. Conserva también un cáliz de c. 1565, obra de Melchor Díez.
Frente al templo se representa cada mes de agosto la obra Los siete infantes de Lara de Lope de Vega. También de la iglesia parte cada año la romería de la Muela hasta la ermita de Santa Ana.